# Лінивка-чорнопер білолоба
Лінивка-чорнопер білолоба (Monasa morphoeus) — вид дятлоподібних птахів родини лінивкових (Bucconidae).

## Поширення
Він мешкає в різних регіонах Південної Америки, таких як Бразилія, Болівія, Колумбія, Еквадор, Перу та Венесуела, а також на півдні Центральної Америки (в Гондурасі, Нікарагуа, Коста-Риці та Панамі. Природним середовищем існування є тропічні ліси.

## Опис
Оперення чорного або темно-сірого кольору. Має товстий помаранчево-червоний дзьоб та білі плями на обличчі, біля основи дзьоба та на верхній частині шиї. Очі та ноги у них чорні або темно-сірі.

## Спосіб життя
Птах полює великих комах, павуків, маленьких жаб і ящірок. Гніздиться в норі завдовжки до 50 см, яку викопує у піщаних ярах. Гніздова камера вкрита сухим листям. Самиця відкладає 2, рідше 3, яскраво-білих яєць. Обидві статі висиджують яйця і годують молодняк.